# Santa Fe, Nueva Vizcaya
Santa Fe là một đô thị hạng 4 ở tỉnh Nueva Vizcaya, Philippines. Theo điều tra dân số năm 2007, đô thị này có dân số 13.421 người trong 2.533 hộ.

## Barangay
Santa Fe được chia thành 16 barangay.
| - Bacneng - Baliling - Bantinan - Baracbac - Buyasyas - Imugan - Poblacion - Sinapaoan | - Tactac - Villa Flores - Atbu - Balete - Canabuan - Malico - Santa Rosa - Unib |